# Urrácal
Urrácal este o municipalitate din provincia Almería, Andaluzia, Spania, cu o populație de 338 locuitori.